# Javasche Hypotheekbank
De N.V. Javasche Hypotheekbank was een hypotheekbank in Nederlands-Indië die haar hoofdzetel in de Nederlandse hoofdstad Amsterdam had.
Het bedrijf werd in 1896 opgericht met als hoofdkantoor te Amsterdam en met een kantoor in Soerabaja. De Indische regering werd geadviseerd om een hypotheekbank op te richten die de belangen van Europese landbouwondernemers zou bevorderen. Voor de Javaanse bevolking werd een Staatshypotheekbank opgericht. 
Enkele decennia later werd het bedrijf omgezet in een naamloze vennootschap en werd het gevestigd te Batavia. In 1939 werd de N.V. Javasche Hypotheekbank overgenomen door de verzekeringsmaatschappij NILLMIJ. Deze verzekeringsmaatschappij is thans, door verscheidene fusies, AEGON geworden.